# Ferdinand von Witzleben

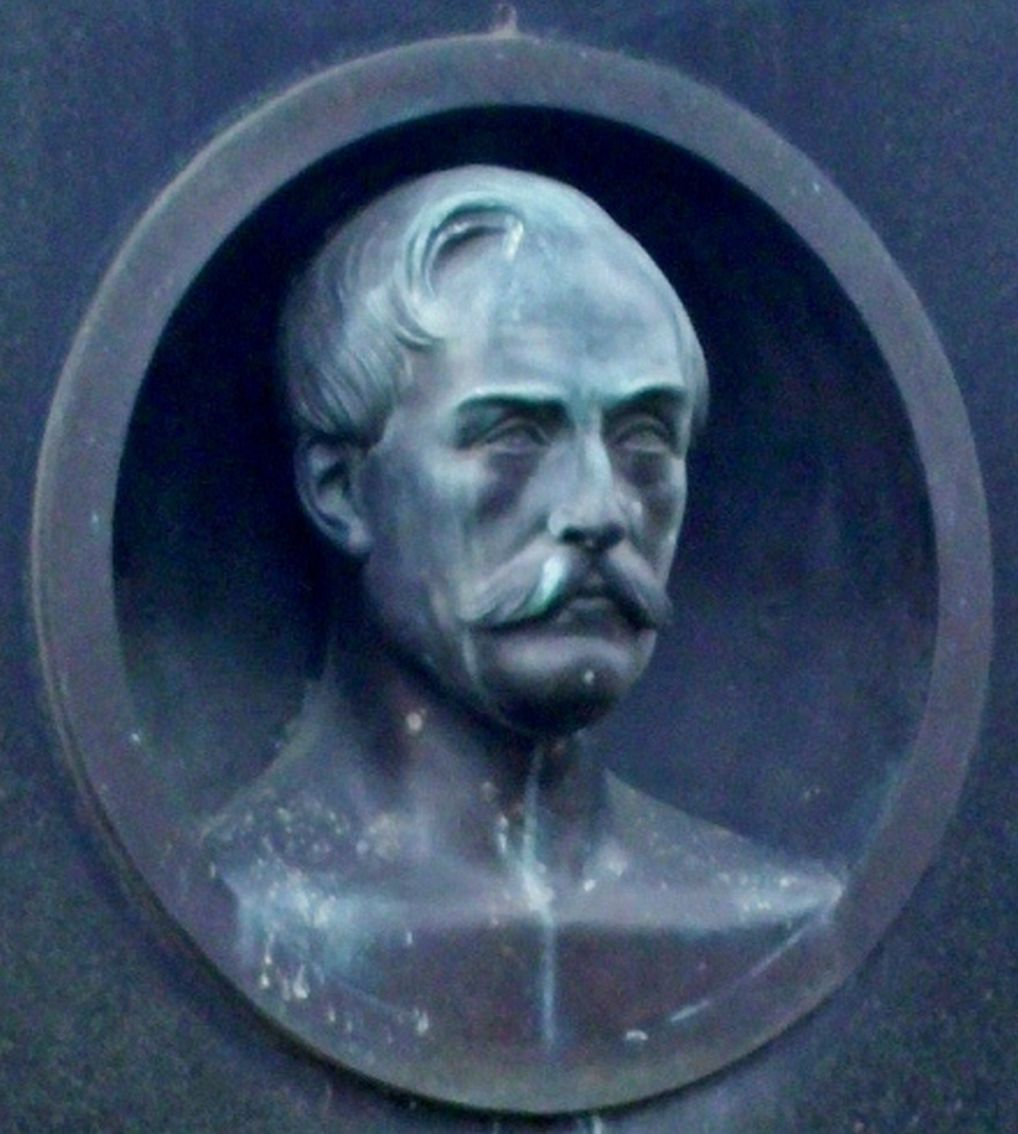
Ferdinand von Witzleben, Büste am Grabmal auf dem Invalidenfriedhof Berlin

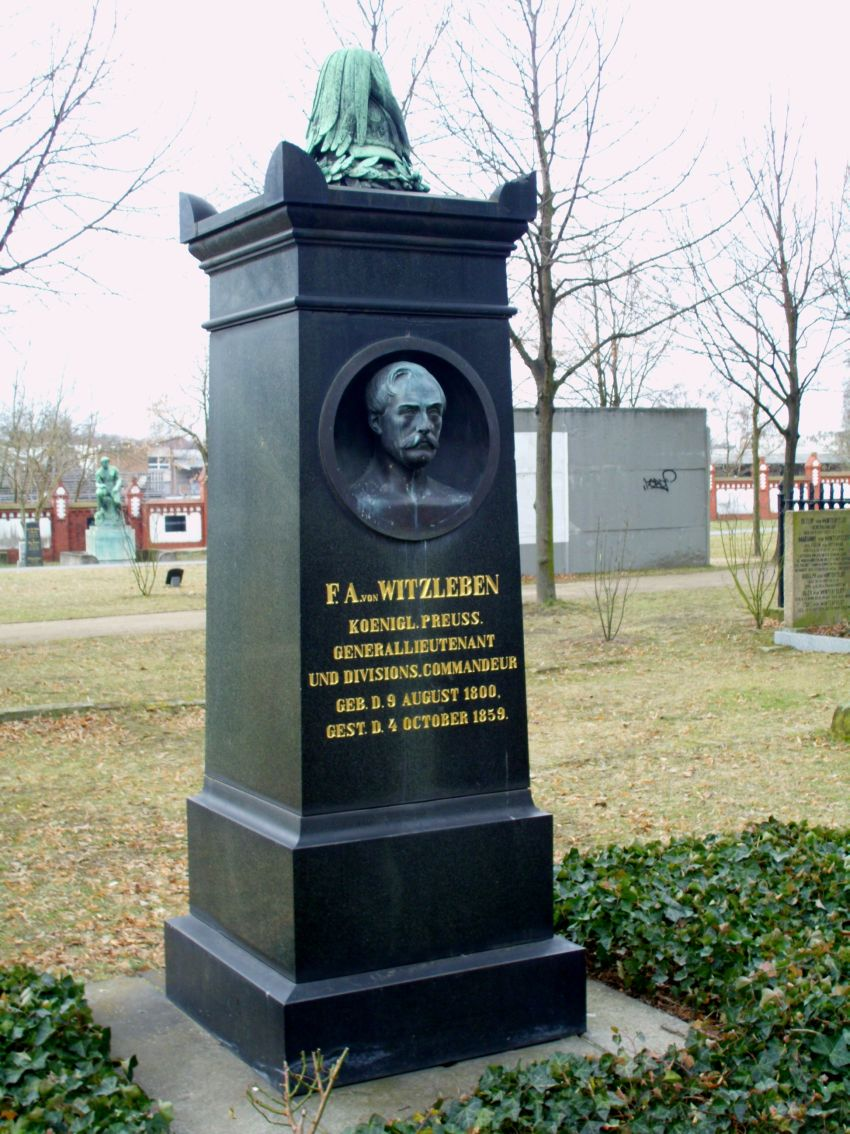
Grabmal für Ferdinand (August) von Witzleben auf dem Invalidenfriedhof Berlin (Zustand 2013)

Klamor August Ferdinand von Witzleben (* 9. August 1800 in Osnabrück; † 4. Oktober 1859 in Goslar) war ein preußischer Generalleutnant sowie Besitzer der Rittergüter Jamke und Sorge.

## Leben

### Herkunft
Ferdinand stammte aus dem Thüringer Uradelsgeschlecht von Witzleben und war der älteste Sohn des preußischen Oberst und Schriftstellers Karl August von Witzleben und dessen erster Frau Antoinette, geborene Freiin von Heine (1780–1809). Sein Bruder war der General August von Witzleben.

### Militärkarriere
Witzleben trat während der Befreiungskriege Anfang Oktober 1813 in die von seinem Vater kommandierte Hanseatische Legion ein und nahm an der Blockaden von Rendsburg und Hamburg teil. Mitte Juli 1814 wurde er Fähnrich im Landwehr-Bataillon Meppen des 10. Infanterie-Regiments der Hannoverschen Armee. Am 15. Januar 1819 schied er mit dem Charakter als Leutnant aus, um an der Universität Halle zu studieren. Kurz darauf trat er im März 1819 in die Preußische Armee ein. Zunächst als Sekondeleutnant dem 27. Infanterie-Regiment aggregiert, absolvierte Witzleben die Allgemeine Kriegsschule. Daran schlossen sich Kommandierungen zum Topographischen Büro und zum Großen Generalstab an. Als Premierleutnant wurde er Ende März 1831 in den Großen Generalstab versetzt und kam Ende März 1834 als Kapitän in den Generalstab des Gardekorps. Unter Belassung in diesem Kommando wurde Witzleben am 26. März 1841 Major und dem 24. Infanterie-Regiment aggregiert. Am 29. Juli 1842 folgte seine Versetzung nach Danzig in das 5. Infanterie-Regiment und am 10. Januar 1843 die Ernennung zum Kommandeur des II. Bataillons. Nach einer Verwendung als Kommandeur des I. Bataillons im 5. Landwehr-Regiment wurde Witzleben am 21. März 1848 erneut in den Großen Generalstab versetzt und Ende des Monats zum Chef des Generalstabes des III. Armee-Korps ernannt. Am 16. Dezember 1848 nahm er seinen Abschied, um in mecklenburgisch-schwerinsche Dienste treten zu können.
Witzleben avancierte am 1. Januar 1849 zum Oberst und Kommandeur der Truppenbrigade. Diese führte er im selben Jahr anlässlich der Niederschlagung der Badischen Revolution in den Gefechten bei Waldmichelbach und Großsachsen. Bis Ende September 1858 stieg Witzleben zum Generalleutnant auf, trat zum 22. November 1858 erneut in die Preußische Armee über und wurde mit diesem Dienstgrad Kommandeur der 12. Division. Gesundheitbedingt nahm er Mitte August 1859 einen Erholungsurlaub in Goslar und verstarb dort an einem Schlaganfall.
Witzleben wurde auf dem Invalidenfriedhof Berlin beigesetzt. Sein Grab ist erhalten.

### Familie
Witzleben heiratete am 24. März 1827 Natalie Horten-Barbenis (1807–1887). Das Paar hatte mehrere Kinder:
- Erik (1827–1866), preußischer Hauptmann, gefallen bei Trautenau ⚭ 1854 Marie von Normann (* 1835)
- August (*/† 1829)
- N.N. (1831–1833)
- Ferdinand (1833–1894), preußischer Leutnant a. D.
- Arthur (1835–1905), Landrat des Kreises Görlitz
- Edmund (* 1839), preußischer Major der Landwehr-Kavallerie
- Natalie Auguste Marie (* 1842) ⚭ Moritz Teichman und Logischen